# Orientierungslauf-Weltcup 1988
Der Orientierungslauf-Weltcup 1988 war die zweite Auflage der internationalen Wettkampfserie im Orientierungslauf.
Den Gesamtsieg errangen die Norweger Øyvin Thon und Ragnhild Bratberg.

## Austragungsorte
| Wettkampf | Datum     | Austragungsort   | Wettbewerb     | Bemerkung |
| --------- | --------- | ---------------- | -------------- | --------- |
| 1         | Januar    | Hongkong         | Klassikdistanz |           |
| 2         | 9. Januar | St Helens        | Klassikdistanz |           |
| 3         | 21. Mai   | (Schottland)     | Klassikdistanz |           |
| 4         | 27. Mai   | Finnland         | Klassikdistanz |           |
| 5         |           | Tschechoslowakei | Klassikdistanz |           |
| 6         | 7. August | Szilvásvárad     | Klassikdistanz |           |
| 7         |           | Osterreich       | Klassikdistanz |           |
| 8         |           | Schweden         |                |           |

## Ergebnisse

### 1. Wettkampf (Hongkong)
| Männer | Männer | Männer            | Männer    |
| Platz  | Land   | Athlet            | Zeit      |
| ------ | ------ | ----------------- | --------- |
| 1      | NOR    | Øyvin Thon        | 1:11:38 h |
| 2      | NOR    | Håvard Tveite     | 1:12:15 h |
| 3      | SWE    | Jörgen Mårtensson | 1:12:26 h |
| 4      | NOR    | Rolf Vestre       | 1:12:44 h |
| 5      | NOR    | Morten Berglia    | 1:15:15 h |
| 6      | FIN    | Kari Sallinen     | 1:18:25 h |

| Frauen | Frauen | Frauen                  | Frauen    |
| Platz  | Land   | Athlet                  | Zeit      |
| ------ | ------ | ----------------------- | --------- |
| 1      | SWE    | Malin Westlund          | 1:08:19 h |
| 2      | SWE    | Katarina Borg           | 1:09:44 h |
| 3      | FIN    | Arja Hannus             | 1:10:13 h |
| 4      | NOR    | Ragnhild Bente Andersen | 1:10:47 h |
| 5      | FIN    | Annika Heino            | 1:10:57 h |
| 6      | NOR    | Anne Line Nydal         | 1:13:04 h |

### 2. Wettkampf (Australien)
| Männer | Männer | Männer            | Männer    |
| Platz  | Land   | Athlet            | Zeit      |
| ------ | ------ | ----------------- | --------- |
| 1      | NOR    | Håvard Tveite     | 1:22:30 h |
| 2      | SWE    | Jörgen Mårtensson | 1:24:31 h |
| 3      | NOR    | Øyvin Thon        | 1:27:15 h |
| 4      | FIN    | Peter Ivars       | 1:28:10 h |
| 5      | NOR    | Morten Berglia    | 1:28:47 h |
| 6      | FIN    | Kari Sallinen     | 1:30:22 h |

| Frauen | Frauen | Frauen              | Frauen    |
| Platz  | Land   | Athlet              | Zeit      |
| ------ | ------ | ------------------- | --------- |
| 1      | SWE    | Malin Westlund      | 1:05:39 h |
| 2      | NOR    | Brit Volden         | 1:07:37 h |
| 3      | SWE    | Katarina Borg       | 1:09:15 h |
| 4      | SWE    | Karin Rabe          | 1:09:35 h |
| 5      | TCH    | Ada Kuchařová       | 1:11:58 h |
| 6      | SWE    | Christina Blomqvist | 1:12:22 h |

### 3. Wettkampf (Schottland)
| \| Männer \| Männer \| Männer \| Männer \| \| Platz \| Land \| Athlet \| Zeit \| \| ------ \| ------ \| ---------------- \| --------- \| \| 1 \| NOR \| Øyvin Thon \| 1:23:44 h \| \| 2 \| SWE \| Michael Wehlin \| 1:28:15 h \| \| 3 \| SWE \| Kent Olsson \| 1:30:26 h \| \| 4 \| FIN \| Kari Sallinen \| 1:31:34 h \| \| 5 \| SWE \| Joakim Ingelsson \| 1:32:43 h \| \| 6 \| DEN \| Allan Mogensen \| 1:32:46 h \| |      |                  |           |
| Männer |      |                  |           |
| Platz | Land | Athlet           | Zeit      |
| 1 | NOR  | Øyvin Thon       | 1:23:44 h |
| 2 | SWE  | Michael Wehlin   | 1:28:15 h |
| 3 | SWE  | Kent Olsson      | 1:30:26 h |
| 4 | FIN  | Kari Sallinen    | 1:31:34 h |
| 5 | SWE  | Joakim Ingelsson | 1:32:43 h |
| 6 | DEN  | Allan Mogensen   | 1:32:46 h |

### 4. Wettkampf (Finnland)
| Männer | Männer | Männer            | Männer    |
| Platz  | Land   | Athlet            | Zeit      |
| ------ | ------ | ----------------- | --------- |
| 1      | SWE    | Jörgen Mårtensson | 1:20:59 h |
| 2      | NOR    | Øyvin Thon        | 1:21:27 h |
| 3      | SWE    | Michael Wehlin    | 1:22:13 h |
| 4      | FIN    | Ari Anjala        | 1:23:19 h |
| 5      | SWE    | Lars Lönnkvist    | 1:23:39 h |
| 6      | FIN    | Kari Sallinen     | 1:24:13 h |

| Frauen | Frauen | Frauen            | Frauen    |
| Platz  | Land   | Athlet            | Zeit      |
| ------ | ------ | ----------------- | --------- |
| 1      | FIN    | Eija Koskivaara   | 1:09:10 h |
| 2      | NOR    | Ragnhild Bratberg | 1:09:39 h |
| 3      | NOR    | Jorunn Teigen     | 1:11:13 h |
| 4      | SWE    | Arja Hannus       | 1:11:22 h |
| 5      | SWE    | Barbro Lönnkvist  | 1:13:38 h |
| 6      | FIN    | Eija Sipponen     | 1:13:40 h |

### 5. Wettkampf (Tschechoslowakei)
| Männer | Männer | Männer              | Männer    |
| Platz  | Land   | Athlet              | Zeit      |
| ------ | ------ | ------------------- | --------- |
| 1      | DEN    | Allan Mogensen      | 1:09:09 h |
| 2      | FIN    | Ari Anjala          | 1:11:05 h |
| 3      | FIN    | Kari Sallinen       | 1:11:33 h |
| 4      | FIN    | Øyvin Thon          | 1:12:37 h |
| 5      | SUI    | Christian Aebersold | 1:13:06 h |
| 6      | FIN    | Keijo Parkkinen     | 1:13:10 h |

| Frauen | Frauen | Frauen             | Frauen    |
| Platz  | Land   | Athlet             | Zeit      |
| ------ | ------ | ------------------ | --------- |
| 1      | TCH    | Jana Galíková      | 50:43 min |
| 2      | NOR    | Ragnhild Bratberg  | 56:51 min |
| 3      | TCH    | Petra Wagnerova    | 57:12 min |
| 4      | TCH    | Ada Kuchařová      | 57:32 min |
| 5      | FIN    | Riitta Karjalainen | 58:35 min |
| 6      | SWE    | Arja Hannus        | 58:52 min |
| 6      | DEN    | Charlotte Thrane   | 58:52 min |

### 6. Wettkampf (Ungarn)
| Männer | Männer | Männer        | Männer    |
| Platz  | Land   | Athlet        | Zeit      |
| ------ | ------ | ------------- | --------- |
| 1      | NOR    | Øyvin Thon    | 1:17:32 h |
| 2      | FIN    | Peter Ivars   | 1:18:18 h |
| 3      | NOR    | Rolf Vestre   | 1:19:16 h |
| 4      | FIN    | Kari Sallinen | 1:19:42 h |
| 5      | NOR    | Håvard Tveite | 1:20:25 h |
| 6      | TCH    | Jozef Pollak  | 1:20:48 h |

| Frauen | Frauen | Frauen                  | Frauen    |
| Platz  | Land   | Athlet                  | Zeit      |
| ------ | ------ | ----------------------- | --------- |
| 1      | TCH    | Jana Galíková           | 56:22 min |
| 2      | NOR    | Brit Volden             | 57:03 min |
| 3      | NOR    | Ragnhild Bente Andersen | 58:43 min |
| 4      | TCH    | Ada Kuchařová           | 59:46 min |
| 5      | NOR    | Anne Line Nydal         | 60:16 min |
| 6      | HUN    | Ildiko Kovacs           | 60:59 min |

### 7. Wettkampf (Österreich)
| Männer | Männer | Männer           | Männer    |
| Platz  | Land   | Athlet           | Zeit      |
| ------ | ------ | ---------------- | --------- |
| 1      | NOR    | Rolf Vestre      | 1:14:23 h |
| 2      | NOR    | Håvard Tveite    | 1:16:29 h |
| 3      | FIN    | Timo Karppinen   | 1:16:40 h |
| 4      | NOR    | Rasmus Ødum      | 1:17:15 h |
| 5      | FIN    | Kari Sallinen    | 1:17:36 h |
| 6      | SWE    | Joakim Ingelsson | 1:18:40 h |

| Frauen | Frauen | Frauen            | Frauen    |
| Platz  | Land   | Athlet            | Zeit      |
| ------ | ------ | ----------------- | --------- |
| 1      | TCH    | Jana Galíková     | 59:47 min |
| 1      | NOR    | Ragnhild Bratberg | 59:47 min |
| 3      | NOR    | Brit Volden       | 61:52 min |
| 4      | SWE    | Marita Skogum     | 62:36 min |
| 5      | NOR    | Jorunn Teigen     | 62:57 min |
| 6      | SUI    | Vroni König       | 64:39 min |

## Gesamtwertung
| Männer | Männer | Männer            | Männer |
| Platz  | Land   | Athlet            | Punkte |
| ------ | ------ | ----------------- | ------ |
| 1      | NOR    | Øyvin Thon        | 197    |
| 2      | SWE    | Jörgen Mårtensson | 192    |
| 3      | NOR    | Håvard Tveite     | 185    |
| 4      | NOR    | Rolf Vestre       | 174    |
| 5      | SWE    | Michael Wehlin    | 172    |
| 6      | FIN    | Kari Sallinen     | 172    |
| 7      | FIN    | Peter Ivars       | 169    |
| 8      | NOR    | Morten Berglia    | 167    |
| 9      | FIN    | Ari Anjala        | 164    |
| 10     | SWE    | Joakim Ingelsson  | 162    |

| Frauen | Frauen | Frauen               | Frauen |
| Platz  | Land   | Athlet               | Punkte |
| ------ | ------ | -------------------- | ------ |
| 1      | NOR    | Ragnhild Bratberg    | 191    |
| 2      | NOR    | Brit Volden          | 189    |
| 3      | TCH    | Jana Galíková        | 178    |
| 4      | NOR    | Jorunn Teigen        | 174    |
| 5      | SWE    | Arja Hannus          | 173    |
| 6      | FIN    | Eija Koskivaara      | 172    |
| 7      | SWE    | Malin Wästlund       | 167    |
| 8      | SWE    | Marita Skogum        | 167    |
| 9      | NOR    | Ragnhild B. Andersen | 167    |
| 10     | SWE    | Katarina Borg        | 166    |